# Prvenstvo Krаljevini Srbа, Hrvаtа i Slovenаcа (1926)
Prvenstvo Krаljevini Srbа, Hrvаtа i Slovenаcа (1926) było 4. edycją najwyższej piłkarskiej klasy rozgrywkowej w Królestwie Serbów, Chorwatów i Słoweńców. W rozgrywkach brało udział 7 zespołów, grając systemem pucharowym. Tytułu nie obroniła drużyna Jugoslavija Belgrad. Nowym mistrzem Królestwa Serbów, Chorwatów i Słoweńców został zespół Građanski Zagrzeb. Tytuł króla strzelców zdobył Dušan Petković, który w barwach klubu Jugoslavija Belgrad strzelił 4 gole.

## Uczestnicy
- FK Bačka 1901
- Građanski Zagrzeb
- Slavija Sarajewo
- Hajduk Split
- Ilirija Ljubljana
- Jugoslavija Belgrad
- SAŠK Sarajevo

## Ćwierćfinały
- Jugoslavija Belgrad – FK Bačka 1901 12–2
- Hajduk Split – SAŠK Sarajevo 2–1
- Građanski Zagrzeb – Ilirija Ljubljana 7–1
- Zespół Slavija Sarajewo otrzymał wolny los.

## Półfinały
- Jugoslavija Belgrad – Hajduk Split 5–1
- Građanski Zagrzeb – Slavija Sarajewo 7–0

## Finał
- Građanski Zagrzeb – Jugoslavija Belgrad 2–1

Zespół Građanski Zagrzeb został mistrzem Królestwa Serbów, Chorwatów i Słoweńców.